# Barajado de ADN

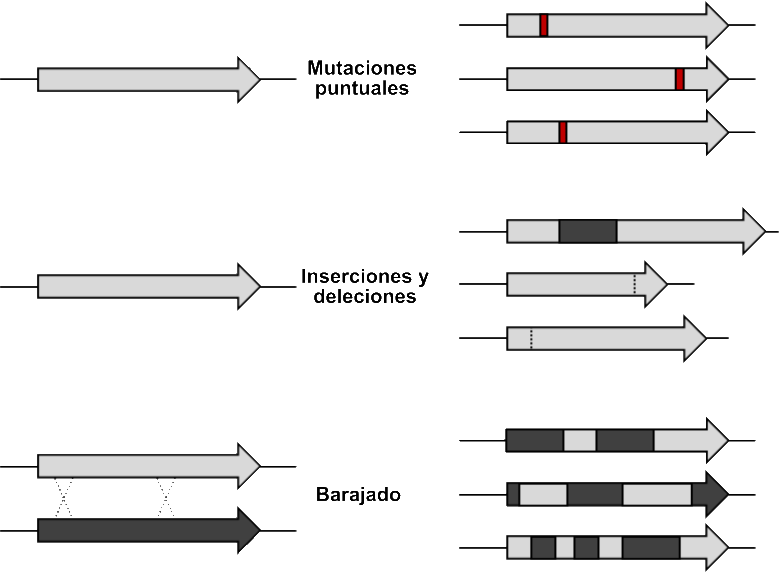
Gen inicial (izquierda) y biblioteca de variantes (derecha). Las mutaciones puntuales cambian nucleótidos individuales. Las inserciones y eliminaciones agregan o eliminan secciones de ADN. El barajado recombina segmentos de dos (o más) genes similares.

El barajado de ADN (DNA shuffling en inglés) es un método para la recombinación homóloga in vitro de genes mutantes selectos provenientes de fragmentación de ADN al azar; es una combinación de dos procesos recombinación in vitro y una pequeña escala de mutagénesis en un solo experimento. El ADN se digiere enzimáticamente y luego se agita, esto provee una serie de fragmentos de ADN generados al azar y recombinados para ser de nuevo acomodados en forma de genes por medio de PCR (reacción en cadena de la polimerasa). El gen luego se inserta en un vector para su expresión y se busca saber si se obtienen las cualidades deseadas. Se usa para incrementar rápidamente el tamaño de una genoteca.